# Vertrag von Ancón
Der Vertrag von Ancón wurde von Peru und Chile am 20. Oktober 1883 in Ancón, Lima, Peru unterzeichnet und am 13. Januar des Folgejahres von chilenischer und am 8. März von peruanischer Seite ratifiziert.

## Vorgeschichte
Der Vertrag sollte den Territorialkonflikt nach dem Salpeterkrieg (1879–1883) lösen, um eine stabile Nachkriegsordnung zu schaffen. In diesem Krieg hatte Chile Peru und Bolivien besiegt.

## Bestimmungen
Der Vertragstext legte fest, dass Chile die Kontrolle über die Región de Tarapacá bekam. Chile besetzte außerdem für zehn Jahre die Provinzen Tacna und Arica. Danach sollten Volksabstimmungen den weiteren Verbleib regeln.

## Fortwährende Spannungen
Allerdings blieben Tacna und Arica noch viel längere Zeit unter chilenischer Besatzung, weil beide Parteien sich nicht auf die Bedingungen für die Volksabstimmung einigen konnten. 1910 brach Peru schließlich die diplomatischen Beziehungen zu Chile ab.

## Tacna-Arica-Kompromiss
Schließlich kam es 1929 unter der Mediation des US-Präsidenten Herbert Hoover zu einer Lösung. Der Tacna-Arica-Kompromiss schlug Arica Chile zu, während Tacna an Peru zurückfiel. Zusätzlich erhielt Peru eine finanzielle Abfindung von sechs Millionen US$ und einige andere Konzessionen.